# Vomerina humbug
Vomerina humbug är en tvåvingeart som beskrevs av Shaun L. Winterton 2007. Vomerina humbug ingår i släktet Vomerina och familjen stilettflugor. Inga underarter finns listade i Catalogue of Life.